# مانفريد شوستر
مانفريد شوستر (بالألمانية: Manfred Schuster)‏ (و. 1919  م) هو ممثل، وممثل دبلجة، ومؤدي أصوات نمساوي، ولد في فيلاخ.

## وصلات خارجية
- مانفريد شوستر على موقع IMDb (الإنجليزية)
- مانفريد شوستر على موقع قاعدة بيانات الفيلم (الإنجليزية)

- مانفريد شوستر في قاعدة بيانات الأفلام على الإنترنت